# Porto Ceresio
Porto Ceresio est une commune italienne de la province de Varèse dans la région Lombardie en Italie.

## Toponyme
Porto (port) est clair. Ceresio été ajouté en 1863 et fait référence au nom littéraire du lac de Lugano.

## Administration
| Période                                  | Période  | Identité          | Étiquette | Qualité |
| ---------------------------------------- | -------- | ----------------- | --------- | ------- |
| 30/5/2006                                | En cours | Giorgio Ciancetti |           | médecin |
| Les données manquantes sont à compléter. |          |                   |           |         |

### Hameaux
Cà del Monte, Ronco Falcione, Monte Grumello, Monte Casolo, Poncia, Selva Piana, Case Moro, Albero di Sella

### Communes limitrophes
| Brusimpiano     |               | Morcote (CH-TI)         |
| Cuasso al Monte | Porto Ceresio | Brusino Arsizio (CH-TI) |
|                 | Besano        | Meride (CH-TI)          |

## Personnalités
- Antonio Giuseppe Bossi, sculpteur et stucateur